# Комсомол (Якутия)
Комсомо́л (якут. Комсомол) — село в Сунтарском улусе Якутии России. Входит в состав Шеинского наслега.

## География
Село находится в юго-западной части Якутии, в среднем течении реки Вилюй, в правобережной части речной долины, у озёр Бере и Хочуку, на расстоянии 112 км от села Сунтар, административного центра улуса.
Климат
Климат характеризуется как резко континентальный. Средняя температура воздуха самого тёплого месяца (июля) составляет 17-18 °C; самого холодного (января) — −34 − −50 °C. Среднегодовое количество атмосферных осадков составляет 250—300 мм.

## История
Согласно Закону Республики Саха (Якутия) от 30 ноября 2004 года N 173-З N 353-III село вошло в образованное муниципальное образование Шеинский наслег.

## Население
| 2002 | 2010 | 2021 |
| ---- | ---- | ---- |
| 14   | →14  | ↘0   |

Национальный состав
Согласно результатам переписи 2002 года, в национальной структуре населения якуты составляли 100 % из 14 чел.

## Экономика
Животноводство (мясо-молочное скотоводство, мясное табунное коневодство).

## Транспорт
Выезд на автодорогу федерального значения «Вилюй».